# Аппалачская тропа
Аппалачская тропа (англ. Appalachian Trail) — размеченный маршрут для пешеходного туризма в североамериканской горной системе Аппалачи.
Аппалачская тропа имеет протяжённость около 3,5 тысяч километров от горы Катадин (штат Мэн) на севере до горы Спрингер (штат Джорджия) на юге. Точную длину определить практически невозможно, так как существует несколько альтернативных путей. Высшая точка на пути — гора Клингменс-Дом (2025 м), низшая — переправа через Гудзон.
Идея возникла в начале 1920-х годах, в 1923 году был отмечен первый участок в штате Нью-Йорк, после чего длина тропы постоянно увеличивалась.
В настоящее время туризм по этому маршруту имеет огромную популярность. В США существуют десятки клубов любителей Аппалачской тропы. С весны до осени по маршруту (или его части) проходят тысячи туристов. Самому юному покорителю тропы было 6 лет, когда он с родителями преодолел маршрут за 8,5 месяцев. 67-летняя Бабушка Гейтвуд прошла эту тропу 3 раза с минимальным снаряжением, с тех пор её походы по этой тропе приводятся как примеры туристического направления «легкоходство».
Наибольшие опасности для туристов — чёрный медведь, ядовитые змеи, плющ ядовитый, клещи-распространители болезни Лайма.

## Галерея

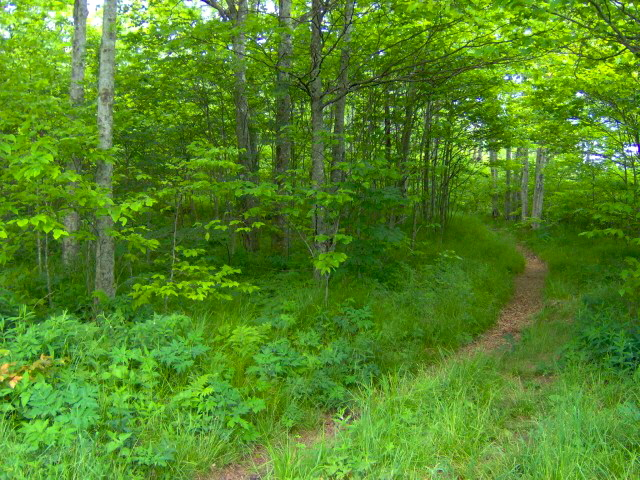
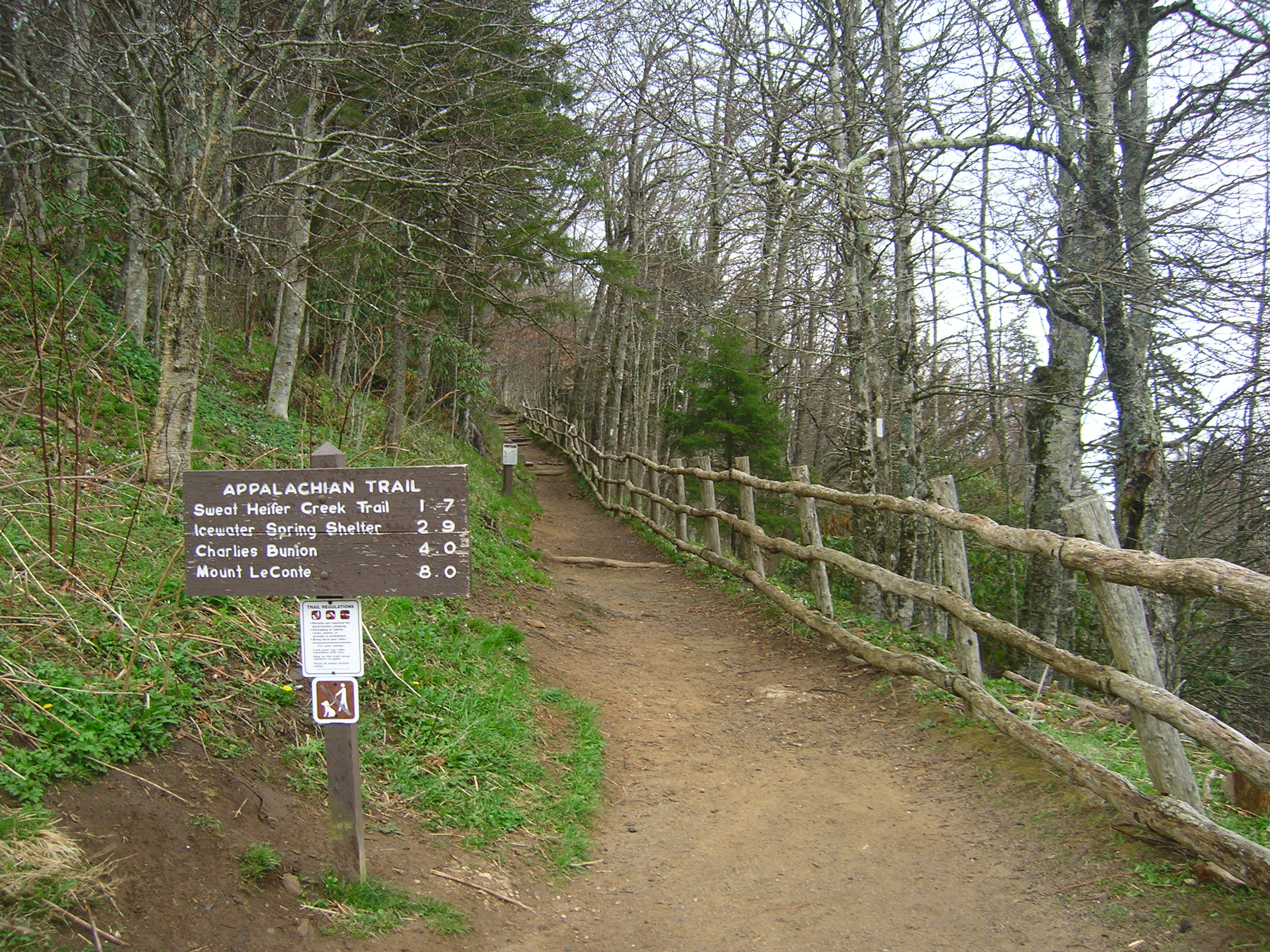
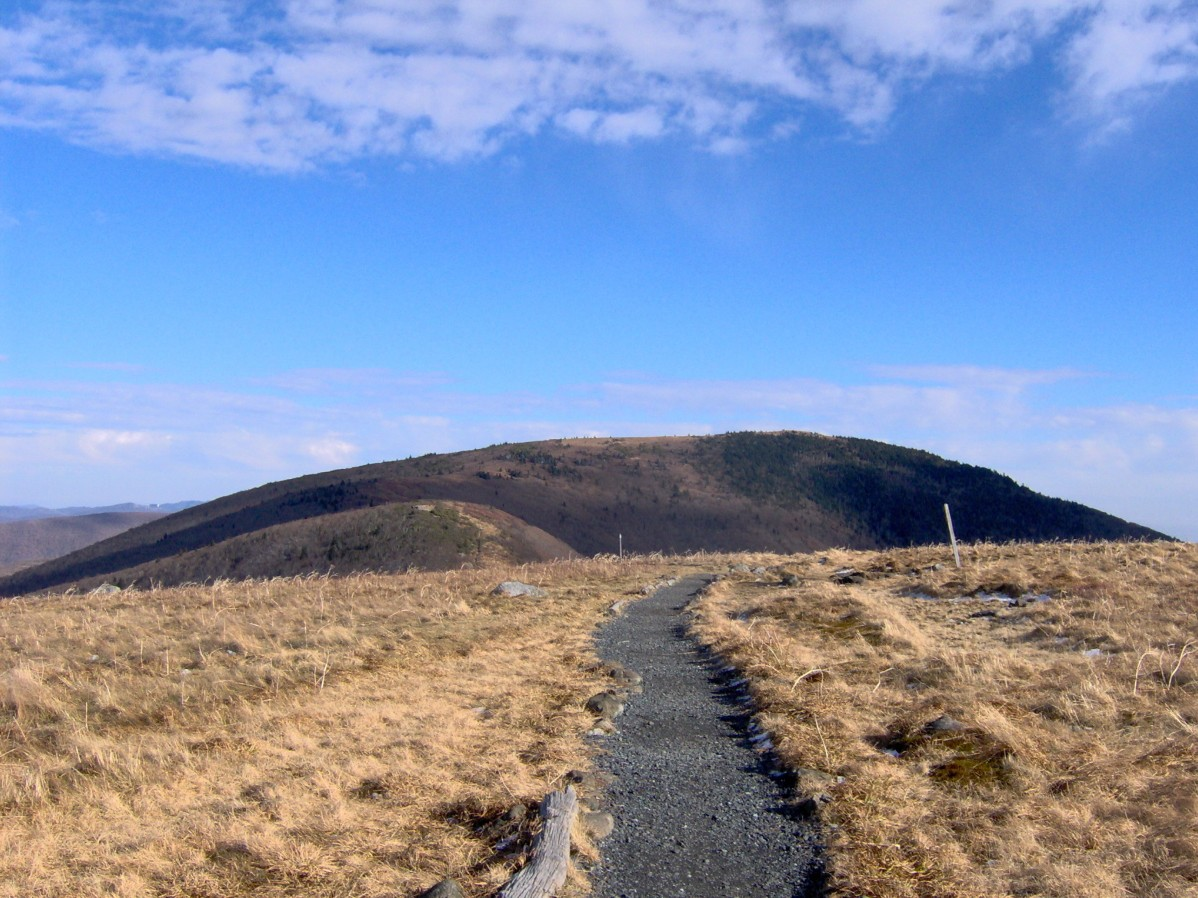
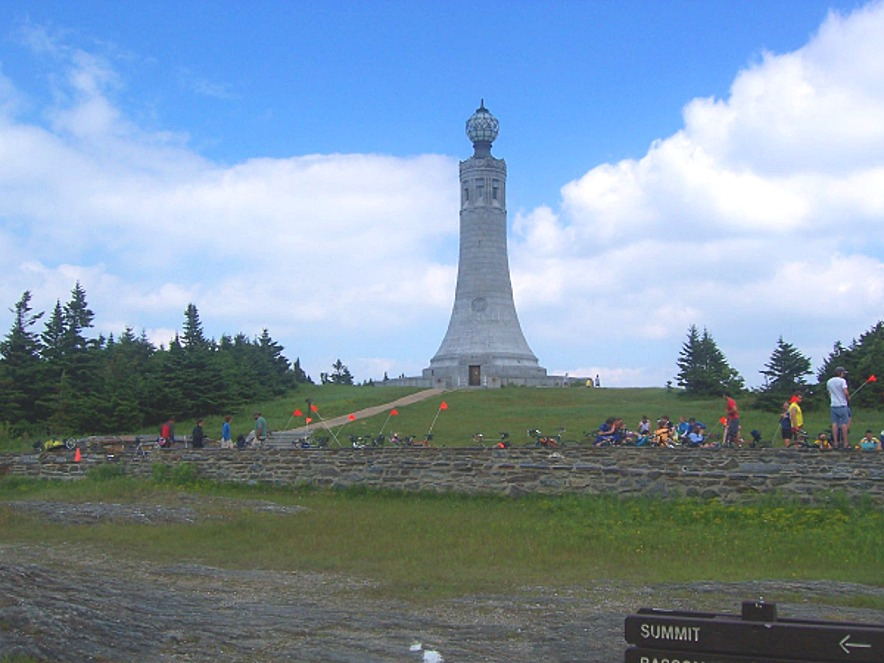
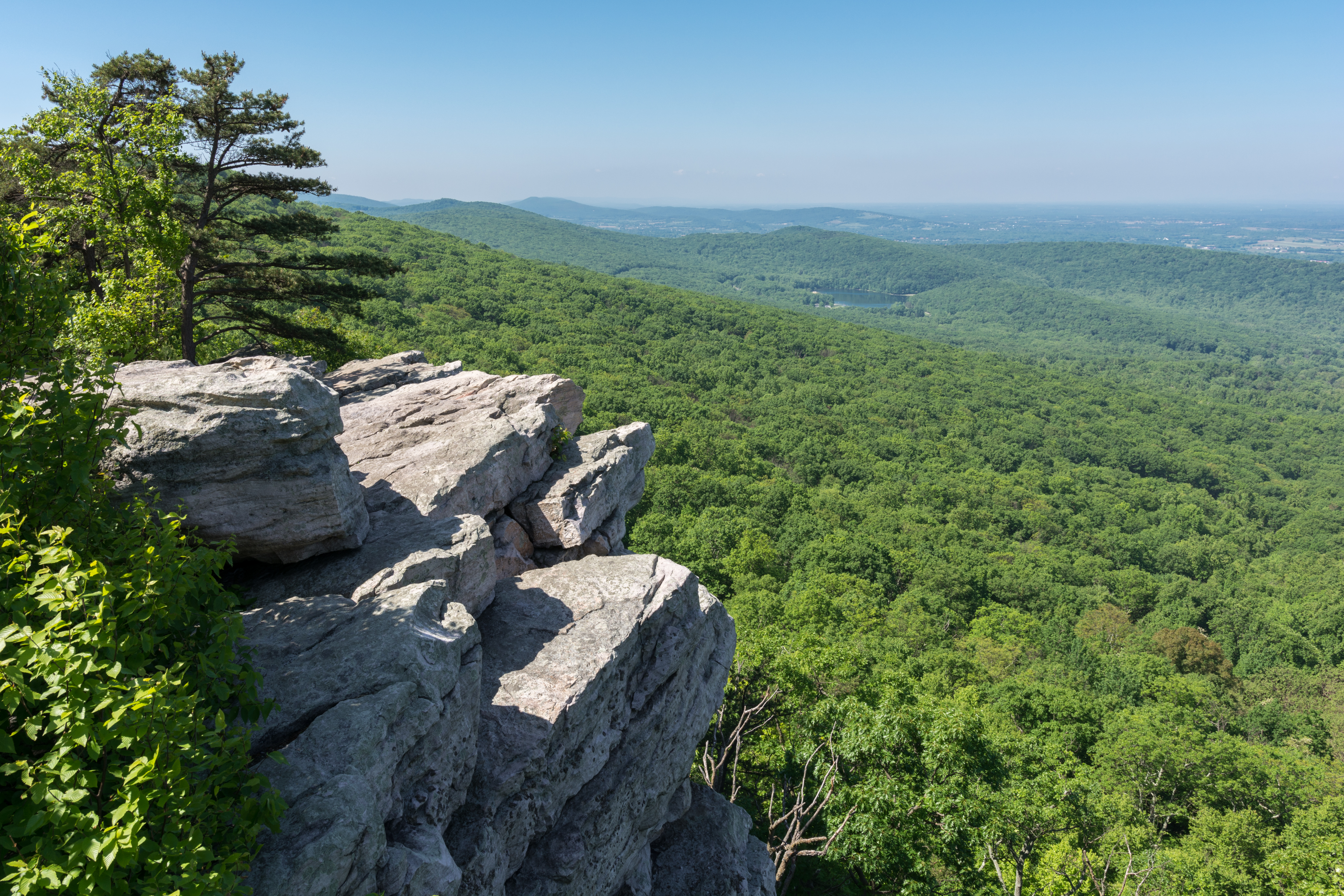
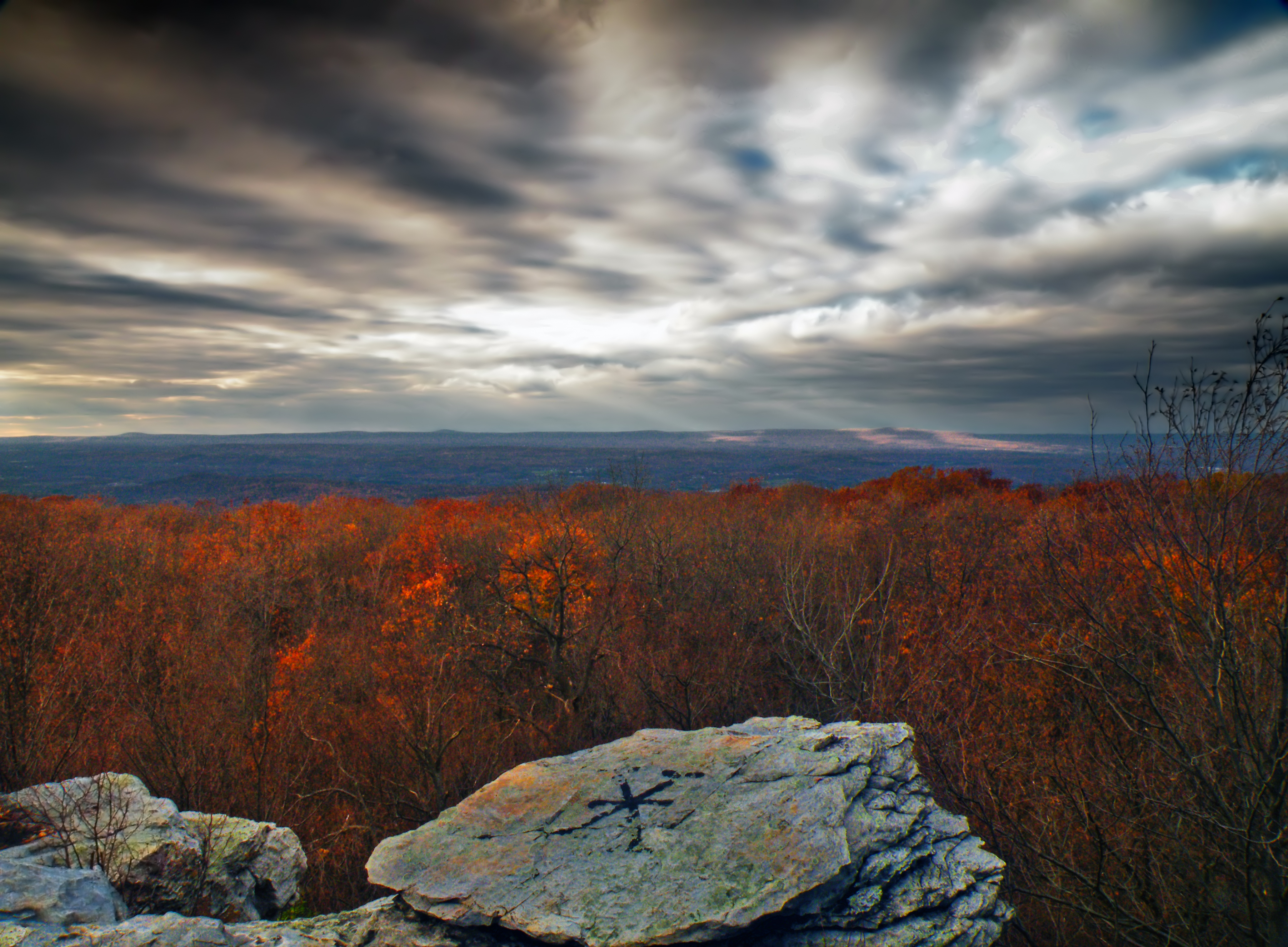
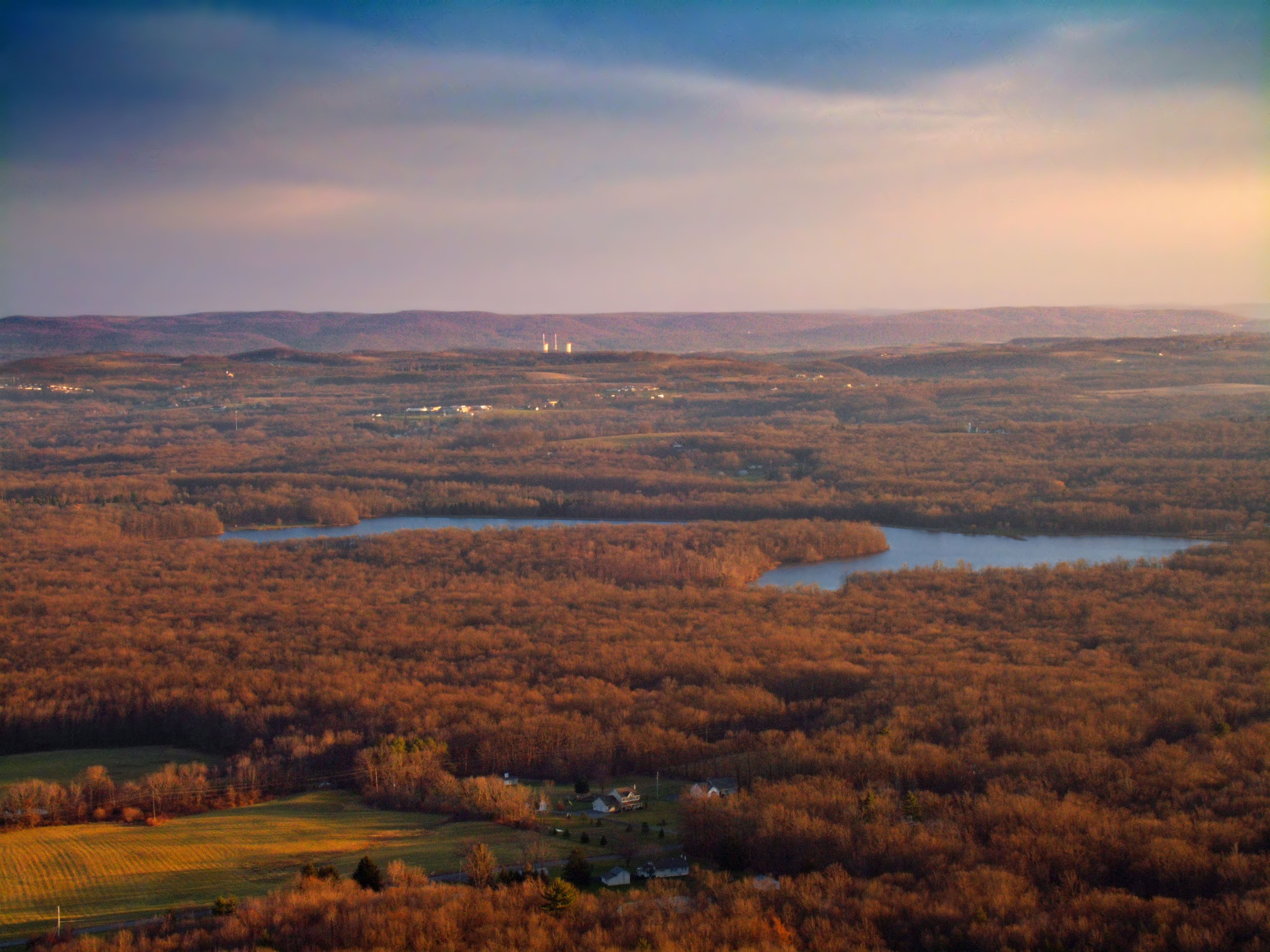
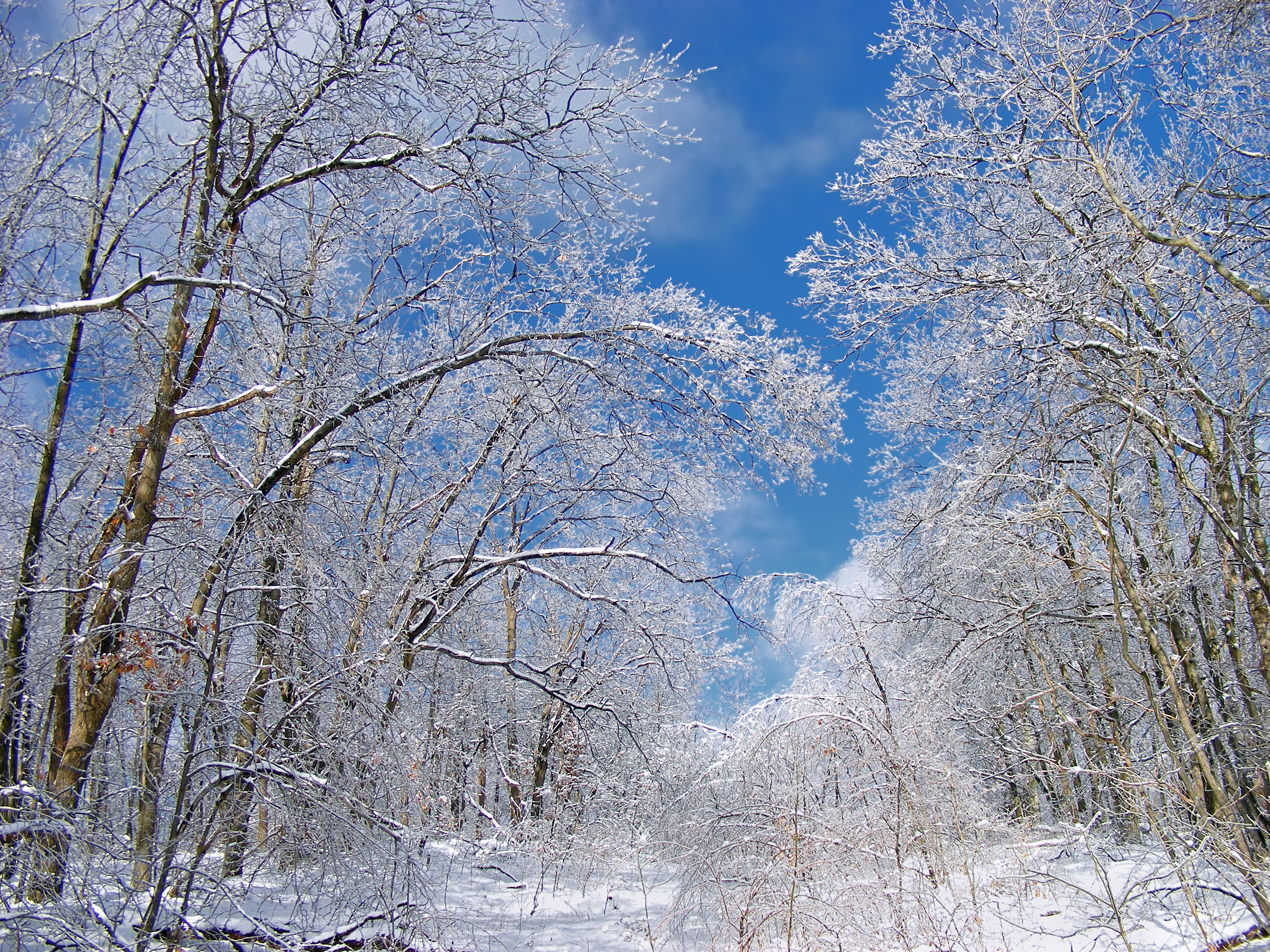
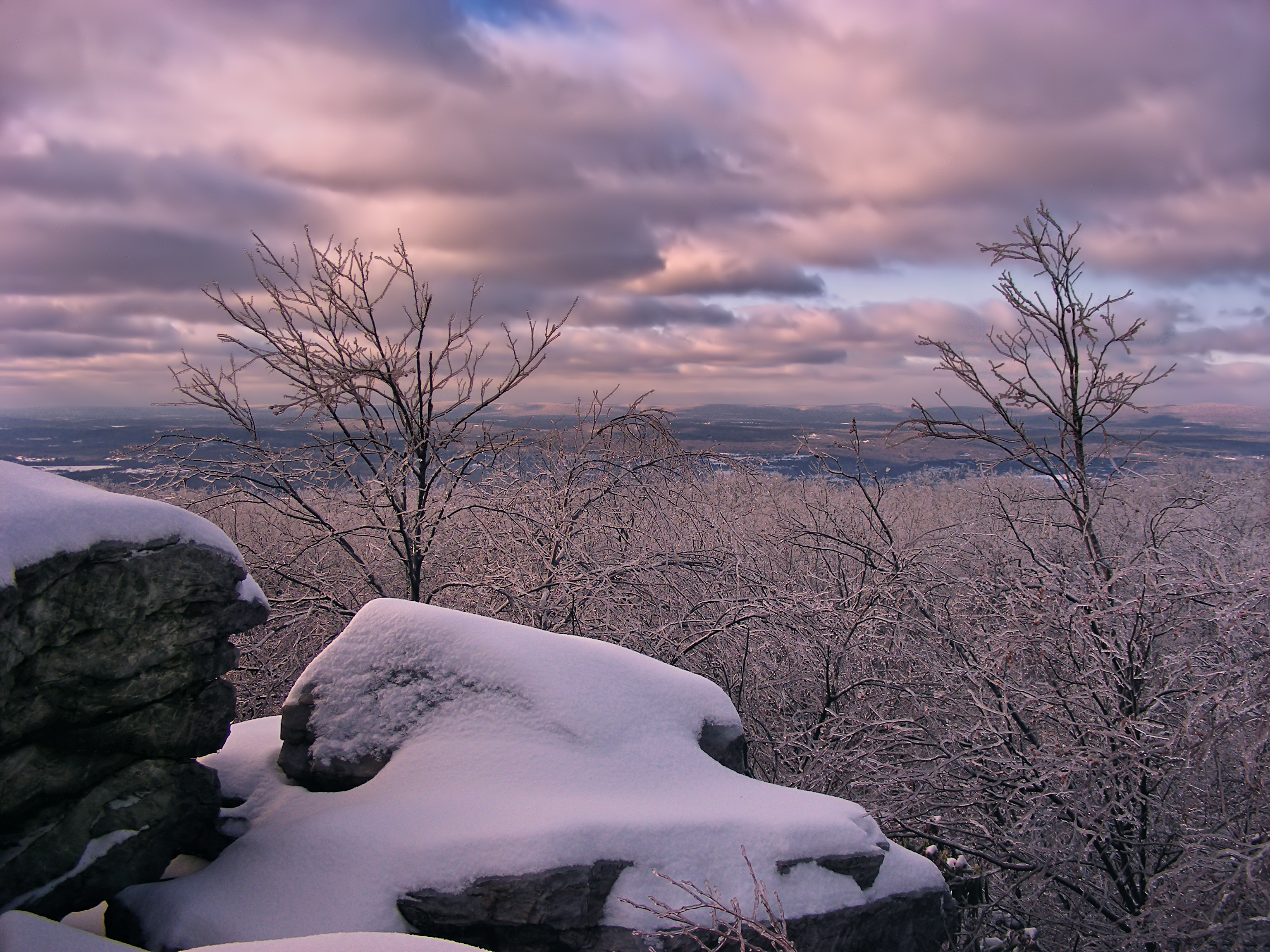